# Линь Янган
Линь Янга́н (кит. трад. 林洋港, пиньинь Lín Yánggǎng; 10 июня 1927 — 13 апреля 2013) — государственный деятель Китайской Республики.

## Биография и карьера
Линь Янган родился на территории современной волости Юйчи уезда Наньтоу в период, когда Тайвань был частью Японской империи.
В 1951 году Линь заканчивает Тайваньский государственный университет, получив степень бакалавра политических наук, и начинает делать карьеру на государственной службе, стартуя с позиции налогового инспектора в Тайнане. Уже в начале 1960-х он работает в секретариате главы уезда Наньтоу, параллельно делая партийную карьеру и занимая к 1967 году пост главы наньтоуского уездного комитета Гоминьдана (по 1972 год).
В 1976-1978 годах Линь Янган занимает пост мэра Тайбэя, в 1978-1981 - губернатора провинции Тайвань. К наиболее известным его заслугам этого периода относится решение и существенная роль в сооружении Фэйцуйской дамбы и водохранилища, ставшего в последующие десятилетия основным источником пресной воды для Тайбэя и прилегающих уездов.
С 1987 года Линь Янган работает на позиции главы Судебного Юаня и председателя Конституционного суда Китайской Республики.
К 1990 году его партийный рост достигает поста зам. председателя Гоминьдана, придерживаясь при этом побочного течения, менее склонного к конфронтации с КНР, чем основное течение партии. В том же 1990 году группа членов партии выдвигает его кандидатом в президенты республики в качестве альтернативы занимавшему этот пост председателю Гоминьдана Ли Дэнхуэю, с Цзян Вэйго в качестве кандидатуры в вице-президенты. В начале марта 1990 года Линь Янган заявляет, что «не будет отказываться, если его выдвинут в кандидаты», однако позднее, под давлением «восьмёрки старейшин» партии, публикует самоотвод.

Линь Янган на дебатах президентских выборов 1996 года

В 1996 году Линь Янган участвует в первых прямых выборах президента Тайваня, на этот раз официально становясь кандидатом и уходя ради этого в отставку с поста председателя Конституционного суда. Так как пленум партии не поддержал его выдвижение, Линь участвовал в качестве независимого кандидата c Хао Байцунем в качестве кандидата в вице-президенты. В качестве ещё одного независимого кандидата выступил Чэнь Люйань, первоначально рассматривавшийся Линем для поста своего вице-президента, но решивший участвовать в выборах самостоятельно. Однако оба независимых кандидата заняли только 3-е и 4-е места в президентской гонке, набрав соответственно около 15 % и 10 % голосов, против 54 % у лидера выборов Ли Дэнхуэя. Оба независимых кандидата были впоследствии исключены из партии за нарушение указаний пленума и большей частью закончили свою карьеру в официальной политике после поражения (однако некоторые источники говорят о работе Линь Янгана в качестве президентского советника вплоть до 2006 года); Линю было возвращено его членство в Гоминьдане в 2005 году.
В конце марта 2013 года бывший политик поступил с диагнозом «непроходимость кишечника» в Тайчжунский военный госпиталь. Несмотря на ряд медицинских мер, его состояние не улучшилось, и Линь Янган с согласия семья был отправлен домой, где и умер в 87-летнем возрасте около полуночи с 13 на 14 апреля 2013 года. Заявления о соболезновании были высказаны в СМИ рядом значимых политиков Тайваня, включая мэра Тайбэя Хао Лунбиня, спикера парламента Ван Цзиньпина и президента республики Ма Инцзю. У него осталось четверо детей от супруги Чэнь Хэ — сын и три дочери.